# Acanthostichus serratulus
Acanthostichus serratulus är en myrart som först beskrevs av Smith 1858.  Acanthostichus serratulus ingår i släktet Acanthostichus och familjen myror. Inga underarter finns listade i Catalogue of Life.